# منتزة وادي نمار بالرياض
منتزه سد وادي نمار هو منتزة مفتوح يقع جنوب العاصمة السعودية الرياض، يعد من المعالم السياحية الأشهر والأكثر جذبا لزوار وسياح العاصمة الرياض، ويكتض هذا الموقع السياحي البيئي في عطلة نهاية الأسبوع بالزوار الذي يستمتعون بالجلوس حول البحيرة الصناعية في المنتزه.
يحتوي المتنزه الذي دشنه الأمير سطام بن عبد العزيز أمير منطقة الرياض بشهر جمادى الأولى الماضي على بحيرة سد نمار، التي يبلغ طولها كيلومترين، ومساحتها 200 ألف متر مربع، ويصل عمقها إلى نحو 20 متراً، وتشكل أحد المناظر الطبيعية الخلابّة في الموقع، فضلاً عن دورها في تلطيف أجواء المتنزه، ومساهمتهما في إنعاش الحياة الفطرية حوله.
يحيط بالبحيرة أرصفة على شكل كورنيش بطول كيلومترين، بحيث تتناثر فيها أشجار النخيل، وتتوزع في جنباتها دورات المياه والأكشاك، إضافة إلى مواقع للجلوس مطلة على البحيرة، ومداخل لتنقل المتنزهين بين أطراف البحيرة والكورنيش.
ويتميز المتنزه بممرات ترابية للمشاة في الموقع بطول 892 متراً، تمر عبر التكوينات الصخرية، والمناطق المشجّرة، وبالقرب من قناة المياه لممارسة رياضة المشي، ويقتصر الطريق المقام في الوادي، سيقتصر على الحركة المحلية التي تخدم قاطني الوادي والمتنزهين فيه، وقد جرى تصميمه بطريقة تقلّل من تأثره من جراء الفيضانات والسيول، كما تحول حواف الطريق الصخرية دون دخول المركبات إلى بطن الوادي.
ويمتد الطريق بطول ستة كيلومترات، وتتوافر على جانبيه مواقف للسيارات تتسع ل 800 سيارة، وجرى تزويده باللوحات الإرشادية، والعلامات المرورية، ومخففات السرعة.
ويغطي مشروع التأهيل البيئي لوادي نمار، الذي تنفذه الهيئة العليا لتطوير مدينة الرياض في مرحلته الأولى مسار الوادي ابتداء من بحيرة سد نمار حتى التقائه بوادي حنيفة في حي عتيقة، واشتمل على تهذيب مجاري السيول، وإنشاء الطرق المحلية، وإنارتها، وتزويدها بالنظم الإرشادية، وتحسين حركة المرور لخدمة أصحاب المزارع والمتنزهين، وتنفيذ ممر للخدمات بجانب الطريق. كما تضمن المشروع، إعادة زراعة الموقع بالأشجار والنخيل والنباتات المحلية، وتنسيق الأرصفة والممرات، وإنشاء كورنيش مطل على بحيرة السد، إضافة إلى تزويد الموقع باحتياجاته من المرافق والخدمات.